# Байрами, Эмир
Эми́р Байра́ми (швед. Emir Bajrami; 7 марта 1988, Приштина, СФРЮ) — шведский футболист и тренер, левый крайний полузащитник.

## Клубная карьера
В 2005 году новый тренер «Чёпинга» Магнус Эстерберг перевёл Байрами в основной состав. Команда выступала в четвёртом по уровню дивизионе. В юношеской сборной Байрами заметили тренеры клуба «Эльфсборг» и пригласили на просмотр. После первого матча за резервную команду «Эльфсборга» (против резервистов «Эргрюте»), в котором Байрами отдал голевую передачу, его перевели в основную команду. Дебютировал 29 апреля 2006 года в матче Кубка Швеции против любительской команды «Слоттскуген/Годхем», забил гол в этом матче. Первый матч в чемпионате провёл 30 июля 2006 года против ГАИС. В сезоне 2006 года обычно играл за молодёжный состав «Эльфсборга». Только в конце сезона, когда закончился чемпионат и начались матчи Королевской лиги, Байрами начал регулярно выходить на замену.
Сезон 2007 года «Эльфсборг» начал с победы в матче за Суперкубок Швеции, Байрами вышел на замену. 17 апреля 2007 года в матче второго тура чемпионата 2007 года против «Эребру» впервые вышел в стартовом составе «Эльфсборга» и забил свой первый гол в чемпионате. 31 июля 2007 года провёл первый матч в Лиге чемпионов, против венгерского «Дебрецена». Первый матч в Кубке УЕФА провёл 20 сентября 2007 года, против румынского «Динамо». В августе 2007 года продлил контракт с «Эльфсборгом» до конца 2011 года. В чемпионате 2007 года 4 раза выходил в стартовом составе и 10 раз на замену. «Эльфсборг» занял 4-е место.
В декабре 2007 года основной левый полузащитник «Эльфсборга» Даниель Александерссон покинул команду и перешёл в «Гётеборг». На освободившееся место в стартовом составе претендовали Байрами и Даниель Мобекк. Первоначально главный тренер Магнус Хаглунд отдал предпочтение Мобекку, но перед матчем 3-го тура против «Мальмё» Мобекк заболел, и Байрами пришлось выйти на поле с первых минут. Байрами воспользовался этим шансом и забил гол. После этого Байрами стал основным левым полузащитником «Эльфсборга». Забил по голу в каждом из двух матчей второго раунда Кубка Интертото 2008 против шотландского «Хиберниана», особенно зрелищным получился гол в ответном матче, забитый ударом из-за пределов штрафной в дальнюю «девятку» ворот. 1 сентября 2008 года отдал 2 голевые передачи в матче против «Юнгшиле». В чемпионате-2008 Байрами 26 раз выходил в стартовом составе и 2 раза на замену, забил 5 голов и отдал 5 голевых передач. «Эльфсборг» занял 2-е место. В ноябре 2008 года Байрами продлил контракт с «Эльфсборгом» до конца 2013 года.
В марте 2009 года получил травму спины и из-за этого пропустил матч первого тура чемпионата-2009. 12 июля 2009 года сделал первый в карьере «дубль», в ворота «Хельсингборга». 21 сентября 2009 года в матче против «Мальмё» вновь получил небольшую травму и пропустил из-за неё один матч. В чемпионате-2009 26 раз выходил в стартовом составе и 1 раз на замену, забил 6 голов и отдал 5 голевых передач. «Эльфсборг» занял 3-е место.
25 мая 2010 года перешёл в «Твенте», контракт рассчитан на 4 года с зарплатой 7 млн крон в год. Сумма трансфера официально не разглашалась, различные источники приводили суммы в 30 млн крон, 35 млн крон, 40 млн крон. В составе «Твенте» Байрами заменил Мирослава Стоха на позиции левого флангового нападающего (в схеме «4-3-3»). Первый официальный матч за «Твенте» провёл 31 июля 2010 года, в игре за Суперкубок Нидерландов был побеждён «Аякс». 29 сентября 2010 года в матче Лиги чемпионов против «Тоттенхэм Хотспур» Байрами получил травму правого голеностопа. 11 октября 2010 года был прооперирован. Пока Байрами был травмирован, его место в стартовом составе «Твенте» занял Насер Шадли. Шадли остался основным левым фланговым нападающим «Твенте», а Байрами стал запасным. Байрами впервые вышел на поле после травмы 19 января 2011 года, выйдя на замену в матче против «Хераклеса». Первый гол за «Твенте» забил 20 февраля 2011 года, в ворота клуба НЕК. 14 апреля 2011 года забил гол в матче Лиги Европы против «Вильярреала». В чемпионате 2010/11 Байрами 11 матчей пропустил из-за травмы, 11 раз выходил в стартовом составе, 10 раз на замену. «Твенте» занял 2-е место.

## Карьера в сборной
В декабре 2003 года Байрами впервые был вызван в юниорскую сборную Швеции для футболистов до 15 лет. Первый матч за юношескую сборную (до 18 лет) провёл 8 июня 2006 года, против сверстников из США. Провёл 4 матча в отборочном турнире к юношескому (до 19 лет) чемпионату Европы 2007: 1 матч в первом квалификационном раунде и 3 матча во втором квалификационном раунде.
В октябре 2007 года Эмир Байрами впервые был вызван в молодёжную (до 21 года) сборную Швеции. Дебютировал в молодёжной сборной 12 октября 2007 года в товарищеском матче с командой Ирландии. В следующем матче, 16 октября 2007 года с Бельгией, Байрами забил гол и отдал голевую передачу. Участвовал в молодёжном чемпионате Европы 2009, на котором Швеция дошла до полуфинала. В последнем матче группового этапа, против сборной Сербии, Байрами отдал голевую передачу Маркусу Бергу, заработал пенальти и заставил сербского защитника Ненада Томовича получить 2 жёлтые карточки и оставить свою команду в меньшинстве. Полуфинальный матч против Англии Байрами пропустил из-за перебора жёлтых карточек. Байрами выступал за молодёжную сборную в отборочном турнире к молодёжному чемпионату Европы 2011. 9 сентября 2009 года забил гол в ворота молодёжной сборной Болгарии. 2 марта 2010 года в товарищеском матче с Португалией Байрами впервые был капитаном молодёжной сборной. В июне 2010 года в отборочных матчах против Израиля и Черногории снова был капитаном. Отборочный матч против Черногории 8 июня 2010 года стал последним матчем Байрами за молодёжную сборную Швеции, которая не пробилась в финальную часть молодёжного чемпионата Европы 2011.
В декабре 2009 года Эрик Хамрен вызвал Эмира Байрами в национальную сборную Швеции для участия в ежегодном январском турне, в котором участвуют только игроки скандинавских клубов. Первый матч этого турне, 20 января 2010 года с командой Омана, стал для Байрами дебютным в сборной; всего в этом матче дебютировали 10 игроков.
В мае 2010 года Байрами был вызван в сборную на товарищеский матч с командой Боснии и Герцеговины. При этом, когда он получил вызов, он ещё был игроком «Эльфсборга», а прибыл в сборную уже игроком «Твенте». В этом матче Байрами вышел в стартовом составе и в первом тайме сделал 6 опасных навесов и прострелов. Во втором тайме Байрами почувствовал боль в спине и на 66 минуте был заменён на Мартина Ульссона, который забил 2 гола. По решению тренеров, после матча Байрами (вместе с Мартином Ульссоном) был переведён из национальной сборной обратно в молодёжную для участия в отборочных матчах молодёжного чемпионата Европы 2011.
В августе 2010 года Байрами был вызван в национальную сборную на товарищеский матч с командой Шотландии, последний перед началом отборочных матчей чемпионата Европы 2012. В этом матче Байрами забил свой первый гол за сборную. На 39 минуте игры Андерс Свенссон отдал передачу из глубины поля, Байрами пробил по воротам, шотландский вратарь отбил удар, но Байрами первым успел к отскочившему мячу и «нерабочей» правой ногой добил мяч в ворота.
К началу отборочных матчей чемпионата Европы 2012 Байрами стал основным левым полузащитником сборной Швеции. Отыграл все 90 минут в первых двух отборочных матчах сборной Швеции: против Венгрии 3 сентября 2010 года и против Сан-Марино 7 сентября 2010 года. Из-за травмы Байрами пропустил матч против Нидерландов 12 октября 2010 года, его заменил Юхан Эльмандер. Также из-за травмы Байрами не смог сыграть в товарищеском матче со сборной Германии 17 ноября 2010 года, в этом матче на позиции левого полузащитника играл Кристиан Вильхельмссон. После травмы Байрами вернулся в стартовый состав сборной Швеции. Лишь в одном матче (3 июня 2011 года против Молдавии) Эрик Хамрен оставил Байрами в запасе и выпустил в стартовом составе Тобиаса Хюсена.
Байрами забил свой второй гол за сборную и первый в отборочных матчах 7 июня 2011 года, в домашней игре против Финляндии. На 83 минуте матча, при счёте 4:0, Златан Ибрагимович отдал длинную передачу из центрального круга, Байрами догнал мяч на линии штрафной и правой ногой перебросил мяч через финского вратаря Ансси Яаккола.

### Матчи за сборную
| Матчи Эмира Байрами за национальную сборную | Матчи Эмира Байрами за национальную сборную | Матчи Эмира Байрами за национальную сборную          | Матчи Эмира Байрами за национальную сборную | Матчи Эмира Байрами за национальную сборную | Матчи Эмира Байрами за национальную сборную |
| №                                           | Дата                                        | Соревнование                                         | Соперник                                    | Счёт                                        | Примечания                                  |
| ------------------------------------------- | ------------------------------------------- | ---------------------------------------------------- | ------------------------------------------- | ------------------------------------------- | ------------------------------------------- |
| 1                                           | 20 января 2010                              | Товарищеский матч                                    | Оман                                        | 1:0                                         | заменён на 64'                              |
| 2                                           | 23 января 2010                              | Товарищеский матч                                    | Сирия                                       | 1:1                                         | заменён на 69'                              |
| 3                                           | 29 мая 2010                                 | Товарищеский матч                                    | Босния и Герцеговина                        | 4:2                                         | заменён на 66'                              |
| 4                                           | 11 августа 2010                             | Товарищеский матч                                    | Шотландия                                   | 3:0                                         | на 39', заменён на 64'                      |
| 5                                           | 3 сентября 2010                             | Чемпионат Европы по футболу 2012 (отборочный турнир) | Венгрия                                     | 2:0                                         | 90 минут                                    |
| 6                                           | 7 сентября 2010                             | Чемпионат Европы по футболу 2012 (отборочный турнир) | Сан-Марино                                  | 6:0                                         | 90 минут                                    |
| 7                                           | 9 февраля 2011                              | Товарищеский матч                                    | Украина                                     | 1:1                                         | вышел на 60'                                |
| 8                                           | 29 марта 2011                               | Чемпионат Европы по футболу 2012 (отборочный турнир) | Молдавия                                    | 2:1                                         | заменён на 73'                              |
| 9                                           | 3 июня 2011                                 | Чемпионат Европы по футболу 2012 (отборочный турнир) | Молдавия                                    | 4:1                                         | вышел на 41'                                |
| 10                                          | 7 июня 2011                                 | Чемпионат Европы по футболу 2012 (отборочный турнир) | Финляндия                                   | 5:0                                         | на 83', 90 минут                            |

## Достижения
«Эльфсборг»
- Чемпион Швеции: 2006
- Обладатель Суперкубка Швеции: 2007
- Победитель Кубка Интертото: 2008

«Твенте»
- Обладатель Суперкубка Нидерландов: 2010
- Обладатель Кубка Нидерландов: 2010/11

«Панатинаикос»
- Обладатель Кубка Греции: 2014

## Клубная статистика
| Выступление      | Выступление      | Выступление      | Лига | Лига | Кубок | Кубок | Еврокубки | Еврокубки | Прочие | Прочие | Итого | Итого |
| Клуб             | Лига             | Сезон            | Игры | Голы | Игры  | Голы  | Игры      | Голы      | Игры   | Голы   | Игры  | Голы  |
| ---------------- | ---------------- | ---------------- | ---- | ---- | ----- | ----- | --------- | --------- | ------ | ------ | ----- | ----- |
| Эльфсборг        | Аллсвенскан      | 2006             | 1    | 0    | 1     | 1     | 0         | 0         | 5      | 0      | 7     | 1     |
| Эльфсборг        | Аллсвенскан      | 2007             | 14   | 1    | 1     | 1     | 6         | 0         | 1      | 0      | 22    | 2     |
| Эльфсборг        | Аллсвенскан      | 2008             | 28   | 5    | 3     | 0     | 8         | 2         | 0      | 0      | 39    | 7     |
| Эльфсборг        | Аллсвенскан      | 2009             | 27   | 6    | 2     | 1     | 4         | 1         | 0      | 0      | 33    | 8     |
| Эльфсборг        | Аллсвенскан      | 2010             | 13   | 2    | 1     | 0     | 0         | 0         | 0      | 0      | 14    | 2     |
| Эльфсборг        | Итого            | Итого            | 83   | 14   | 8     | 3     | 18        | 3         | 6      | 0      | 115   | 20    |
| Твенте           | Высший дивизион  | 2010/11          | 21   | 1    | 2     | 0     | 8         | 1         | 1      | 0      | 32    | 2     |
| Твенте           | Итого            | Итого            | 21   | 1    | 2     | 0     | 8         | 1         | 1      | 0      | 32    | 2     |
| Всего за карьеру | Всего за карьеру | Всего за карьеру | 104  | 15   | 10    | 3     | 26        | 4         | 7      | 0      | 147   | 22    |

(откорректировано по окончании сезона 2010/11)

## Личная жизнь
Семья Байрами переехала в Швецию в 1992 году и поселилась сначала в городке Флен, а затем в Чёпинге. В семье было четверо детей, Эмир был младшим ребёнком, у него есть 2 брата и сестра. В детстве играл в хоккей с шайбой и с мячом. В 8-летнем возрасте начал заниматься футболом в клубе «Чёпинг».